# Wspólnota administracyjna Naunhof
Wspólnota administracyjna Naunhof (niem. Verwaltungsgemeinschaft Naunhof) – wspólnota administracyjna w Niemczech, w kraju związkowym Saksonia, w okręgu administracyjnym Lipsk, w powiecie Lipsk. Siedziba wspólnoty znajduje się w mieście Naunhof.
Wspólnota administracyjna zrzesza jedną gminę miejską oraz dwie gminy wiejskie:
- Belgershain
- Naunhof
- Parthenstein